# Kanō Tanshin
Kanō Tanshin est un nom japonais traditionnel ; le nom de famille (ou le nom d'école), Kanō, précède donc le prénom (ou le nom d'artiste).
Kanō Tanshin (Morimasa) (狩野 探信) (1653 - 1718) est un peintre japonais, fils de Kanō Tannyū par sa deuxième femme. Il dirige la branche Kajibashi de l'école Kanō après 1674.